# Paul Naschy
Jacinto Molina Álvarez, conocido artísticamente como Paul Naschy (Madrid, 6 de septiembre  de 1934-Madrid, 30 de noviembre de 2009) fue un actor, director de cine, guionista y levantador de pesas español. Participó como actor en más de 100 películas y series de televisión, en 39 como guionista y en 16 como director.
Según él mismo, decidió dedicarse al cine de terror tras ver la película Frankenstein y el hombre lobo. Fue uno de los más famosos intérpretes del hombre lobo, realizando este papel en numerosas ocasiones a partir de 1968.

## Biografía
Siendo joven Jacinto Molina practicó la gimnasia y más adelante la halterofilia, deporte dentro del cual se proclamó campeón de España en ocho ocasiones, siendo la primera en 1958 en la categoría de peso ligero. Con ese triunfo fue seleccionado para representar al país en los campeonatos europeo y mundial de 1961, que se celebraron en Viena, estuvo además preseleccionado para las olimpiadas de Roma y Tokyo en 1960 y 1964 respectivamente, pero una inoportuna lesión en la mano en la primera y una jugada de la Federación Española de Halterofilia en la segunda privó al joven Jacinto de cumplir un sueño. 
En 1960 acudió a participar como extra en la película estadounidense Rey de reyes (dirigida por Nicholas Ray), que se rodó en España y en la cual fue seleccionado para hacer de un sirviente de Herodes Antipas, debido al físico que la práctica de la halterofilia le había dado. Esta fue su primera participación parcialmente reconocible en el cine. Con motivo del estreno a nivel mundial de la película La marca del hombre lobo  en 1968, se le pidió que escogiera un sobrenombre, para que el filme pudiera ser vendido más fácilmente en todos lados. Para poder elegir el nombre le dieron media hora, en ese momento tenía un periódico en la mesa con la foto del papa Paulo VI y pensó en Paul para el nombre; luego recordando a otro halterista, el húngaro Imre Nagy, tomó su apellido y lo germanizó para componer el que sería su nombre artístico, Paul Naschy.
A lo largo de su trayectoria encarnó a numerosas figuras del cine de terror clásico, como el hombre lobo en catorce ocasiones, siendo el actor que más veces ha encarnado al mito, el Jorobado, el Conde Drácula, la momia y Mr. Hyde, lo que le ha reportado el calificativo de «el Lon Chaney español». Uno de sus personajes más famosos es Waldemar Daninsky, el hombre-lobo, cuya andadura comienza en 1968 con La marca del hombre lobo. El nombre del personaje fue tomado de un levantador de pesas polaco al que conoció en los campeonatos mundiales, Waldemar Baszanowski. Además del cine fantástico, cultivó muchos otros géneros como el cine policiaco con toques de giallo en películas como Una libélula para cada muerto o  Los ojos azules de la muñeca rota, también el cine político y social, en El francotirador o El transexual, películas que trataban temas polémicos en el principio de la llamada transición española. 
En 1976 dirige su primera película Inquisición, y a partir de aquí iniciará una carrera como director dejando títulos como El caminante un recorrido por la España del Siglo de Oro donde el diablo se encarna en humano para comprobar una terrible verdad o El huerto del francés considerada por muchos una de sus mejores obras en la que se narran los asesinatos perpetrados por Juan Andrés Aldije "El francés" y José Muñoz Lopera en el pueblo de Peñaflor a finales del siglo XIX y principios del XX. 
Contribuyó a la creación de festivales de cine fantástico como el Festival de Cine de Sitges en 1968 o el Festival de cine fantástico de la Costa del Sol en el año 2000. Fue merecedor de numerosos premios internacionales como el Clavel de Plata al mejor actor del Festival de Sitges por La maldición de la bestia en 1975 o el premio George Méliès del Festival de cine Fantástico de París en 1973, además de premios como el Carl Laemmle entregado en Washington o los premios en festivales celebrados en ciudades como Amberes, Ámsterdam, Londres, Oporto entre otros. En 2001 recibe la Medalla de Oro al Mérito en las Bellas Artes entregada por el Rey de España. En la década de los 2000 siguió trabajando en películas como School Killer, Rojo Sangre, O apostolo, o La herencia Valdemar siendo ésta su última aparición en una película de ficción.
En 2009 se publicó Alaric de Marnac, su única novela, en la que daba su última versión de personajes y sucesos ya pergeñados en películas como El espanto surge de la tumba (1972) o El mariscal del infierno (1974). El 30 de noviembre de 2009 falleció a causa de un cáncer. Está enterrado en Burgos, ciudad natal de su mujer y en la que pasó parte de su infancia.
Tuvo en su juventud trato con el asesino José María Jarabo.

## Reconocimientos
El rey Juan Carlos I le entregó en 2001 la Medalla de Oro al Mérito en las Bellas Artes por su carrera.

## Filmografía

### Como director
- Inquisición (1976).
- El huerto del francés (1977).
- Madrid al desnudo (1979).
- El caminante (1979).
- Los cántabros (1980).
- El carnaval de las bestias (1980).
- El retorno del hombre lobo (1981).
- Latidos de pánico (1983).
- La bestia y la espada mágica (1983).
- El último kamikaze (1984).
- Mi amigo el vagabundo (1984).
- Operación Mantis (El exterminio del macho) (1984).
- El aullido del diablo (1987).
- La noche del ejecutor (1992).
- Empusa (2010).

### Como actor
- La esclava del paraiso (José María Elorrieta, 1967).
- La marca del hombre lobo (Enrique L. Eguiluz, 1968).
- Las noches del hombre lobo (René Govar, 1969). inacabada
- Los monstruos del terror (Tulio Demicheli, 1970).
- La noche de Walpurgis (León Klimovsky, 1971).
- La furia del hombre lobo (José María Zabalza, 1971).
- Jack, el destripador de Londres (José Luis Madrid, 1971).
- Dr. Jekyll y el Hombre Lobo (León Klimovsky, 1972).
- El espanto surge de la tumba (Carlos Aured, 1972).
- Disco rojo (Rafael Romero Marchent, 1972).
- Los crímenes de Petiot (José Luis Madrid, 1973).
- La rebelión de las muertas (León Klimovsky, 1973).
- El jorobado de la Morgue (Javier Aguirre, 1973).
- La orgía de los muertos (José Luis Merino, 1973).
- La venganza de la momia (Carlos Aured, 1973).
- El retorno de Walpurgis (Carlos Aured, 1973).
- El asesino está entre los trece (Javier Aguirre, 1973).
- Los ojos azules de la muñeca rota (Carlos Aured, 1973).
- Tarzán en las minas del rey Salomón (José Luis Merino, 1973).
- Las ratas no duermen de noche (Juan Fortuny, 1973).
- El gran amor del conde Drácula (Javier Aguirre, 1974).
- Una libélula para cada muerto (León Klimovsky, 1974).
- El mariscal del infierno (León Klimovsky, 1974).
- La diosa salvaje (Miguel Iglesias, 1974).
- La cruz del diablo (John Gilling, 1975).
- Exorcismo (Juan Bosch, 1975).
- La maldición de la bestia (Miguel Iglesias, 1975).
- Los pasajeros (José Antonio Barrero, 1975).
- Todos los gritos del silencio (Ramón Barco, 1975).
- Muerte de un quinqui (León Klimovsky, 1975).
- Ambición fallida (Christian-Jaque, 1975).
- Último deseo (León Klimovsky, 1976).
- Secuestro (León Klimovsky, 1976).
- Inquisición (Jacinto Molina, 1976).
- Pecado mortal (Miguel Ángel Díaz, 1977).
- El francotirador (Carlos Puerto, 1977).
- Muerte de un presidente (José Luis Madrid, 1977).
- El transexual (José Jara, 1977).
- El huerto del francés (Jacinto Molina, 1977).
- Madrid al desnudo (Jacinto Molina, 1978).
- El caminante (Jacinto Molina, 1979).
- Los cántabros (Jacinto Molina, 1980).
- El carnaval de las bestias (Jacinto Molina, 1980).
- El retorno del hombre lobo (Jacinto Molina, 1981).
- Misterio en la isla de los monstruos (Juan Piquer Simón, 1981).
- La batalla del porro (Joan Minguell, 1981).
- Buenas noches, señor monstruo (Antonio Mercero, 1982).
- La espada del samurái (Jacinto Molina, 1982, TV).
- Latidos de pánico (Jacinto Molina, 1983).
- La bestia y la espada mágica (Jacinto Molina, 1983).
- El último kamikaze (Jacinto Molina, 1984).
- Mi amigo el vagabundo (Jacinto Molina, 1984).
- Operación Mantis (El exterminio del macho) (Jacinto Molina, 1984).
- Mordiendo la vida (Martín Garrido, 1986).
- El aullido del diablo (Jacinto Molina, 1987).
- Aquí huele a muerto (Álvaro Sáenz de Heredia, 1989).
- State of Mind (Reginald Adamson, 1992).
- La noche del ejecutor (Jacinto Molina, 1992).
- Los Resucitados (Arturo de Bobadilla, 1995).
- Licántropo: el asesino de la luna llena (Francisco Rodríguez Gordillo, 1996).
- Científicamente perfectos (Francisco Javier Capell, 1996).
- Cuando el mundo se acabe te seguiré amando (Pilar Sueiro, 1998).
- El ojo de la Medusa (José Cabanach, 1998).
- Érase otra vez (Juan Pinzás, 2000).
- La gran vida (Antonio Cuadri, 2000).
- School Killer (Carlos Gil, 2001).
- El lado oscuro (Luciano Berriatúa, 2002).
- Octavia (Basilio Martín Patino, 2002).
- Mucha sangre (Pepe de las Heras, 2002).
- Tomb of the Werewolf (Fred Olen Ray, 2004).
- Countess Dracula's Orgy of Blood (Donald F. Glut, 2004).
- Rojo sangre (Christian Molina, 2004).
- Rottweiler (Brian Yuzna, 2004).
- Um lobisomem na Amazônia (Ivan Cardoso, 2005).
- Crímenes ejemplares de Max Aub (corto) (Carlos Grau, 2005)
- The Edgar Allan Poe Collection: Vol. 1: Annabel Lee & Other Tales of Mystery and Imagination (2006). Segmento El corazón delator (Alfonso S. Suárez).
- La duodécima hora (Rodrigo Plaza y Juanma Ruiz, 2007).
- Lágrimas de papel (Ángel Gómez, 2007).
- The Vampyre by John W. Polidori (Alejandro Ballesteros y Antonio Curado, 2007).
- La herencia Valdemar (José Luis Alemán, 2009).
- Nadie Inquietó Más - Narciso Ibáñez Menta (2009) ...Él mismo
- La sonrisa del lobo (Javier Perea, 2009).
- La herencia Valdemar II: La sombra prohibida (José Luis Alemán, 2010)
- Empusa (Jacinto Molina, 2010).
- Las imágenes perdidas. La otra mirada (Juan Pinzás, 2010)
- O Apóstolo (F. Cortizo, 2012)